# Psittaculidae
Los psitacúlidos (Psittaculidae) son una familia de aves psittaciformes perteneciente a la superfamilia de los loros típicos (Psittacoidea), cuyos miembros habitan en Asia, África y Oceanía.

## Clasificación

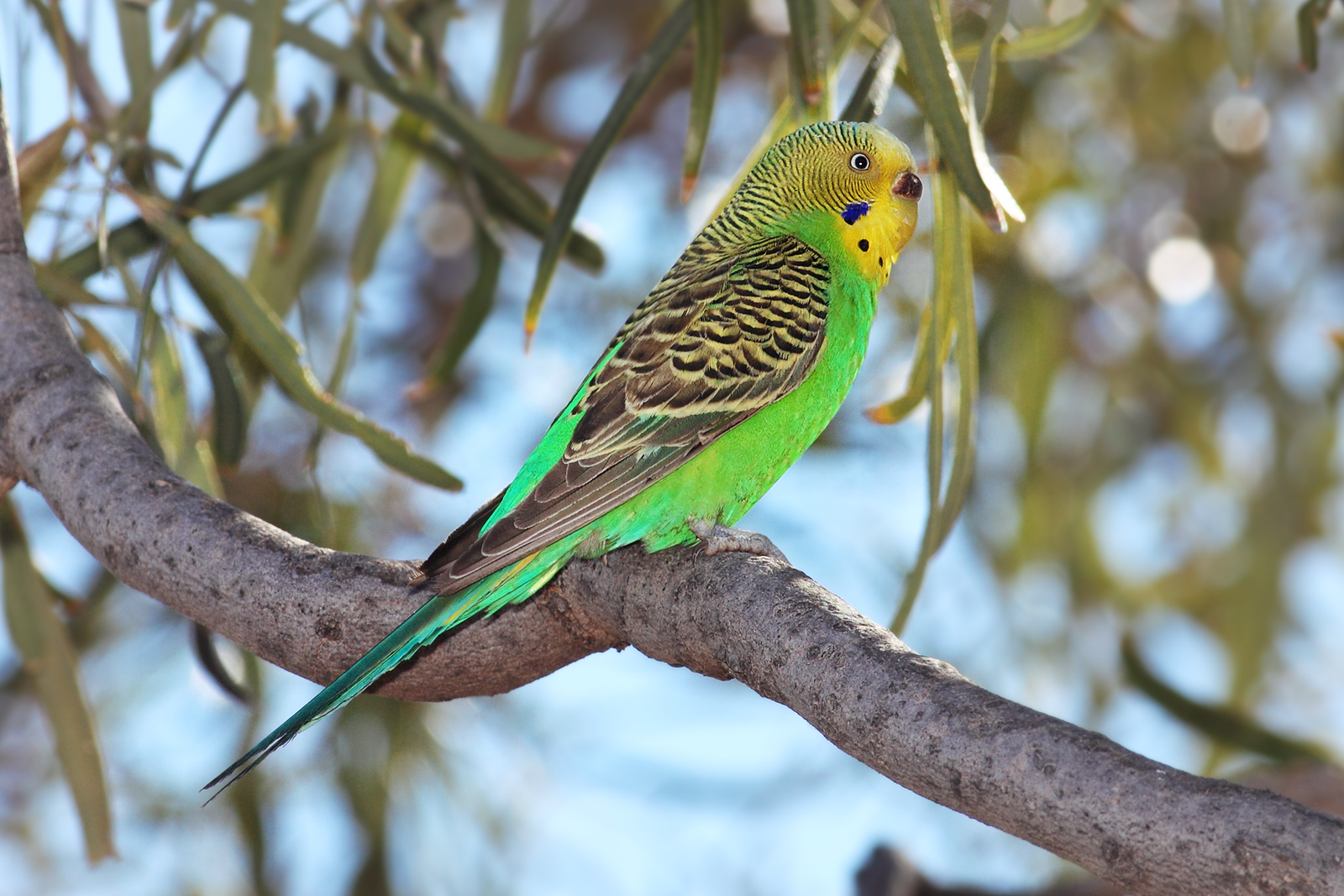
Periquito común
(Melopsittacus undulatus).

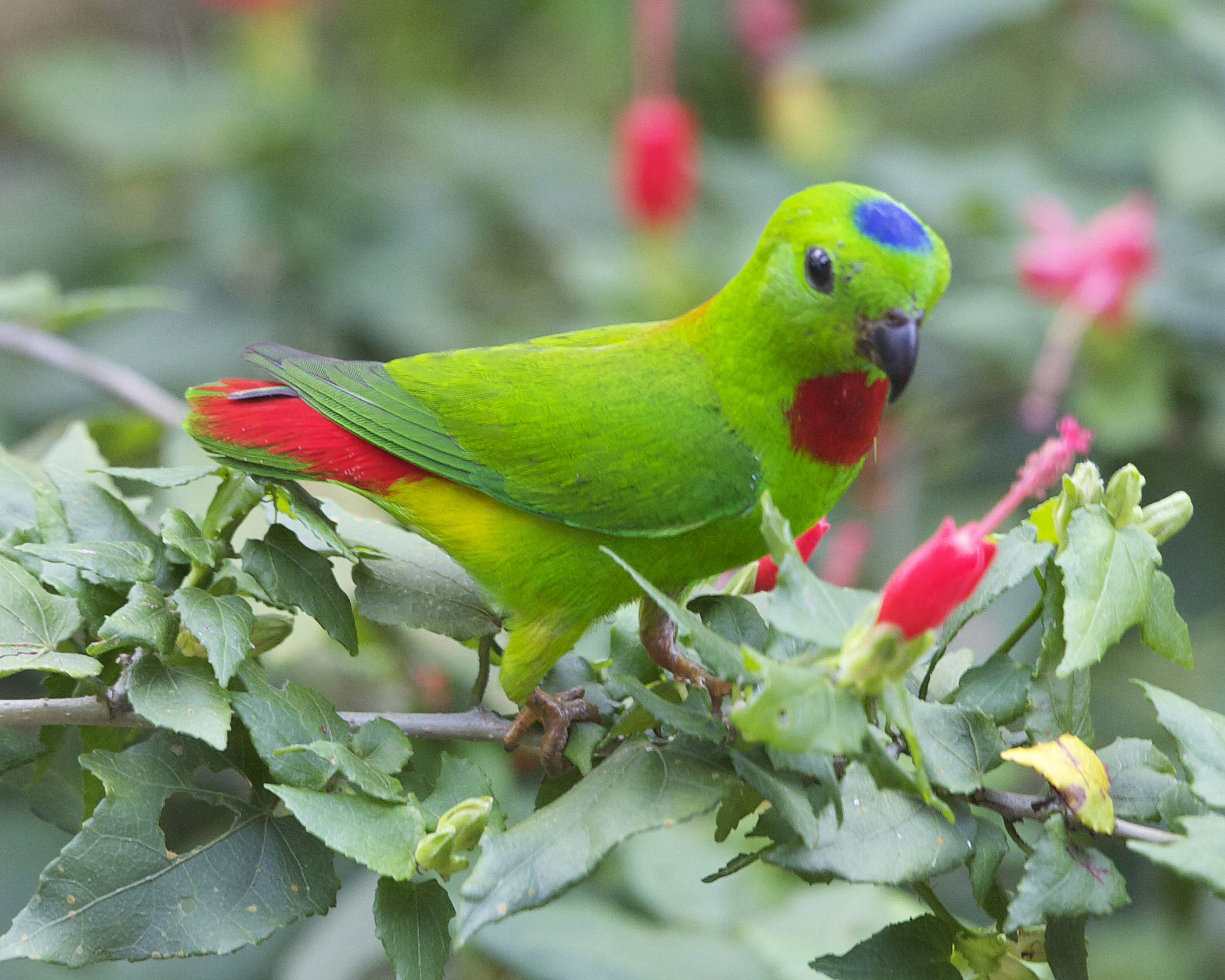
Lorículo coroniazul
(Loriculus galgulus).

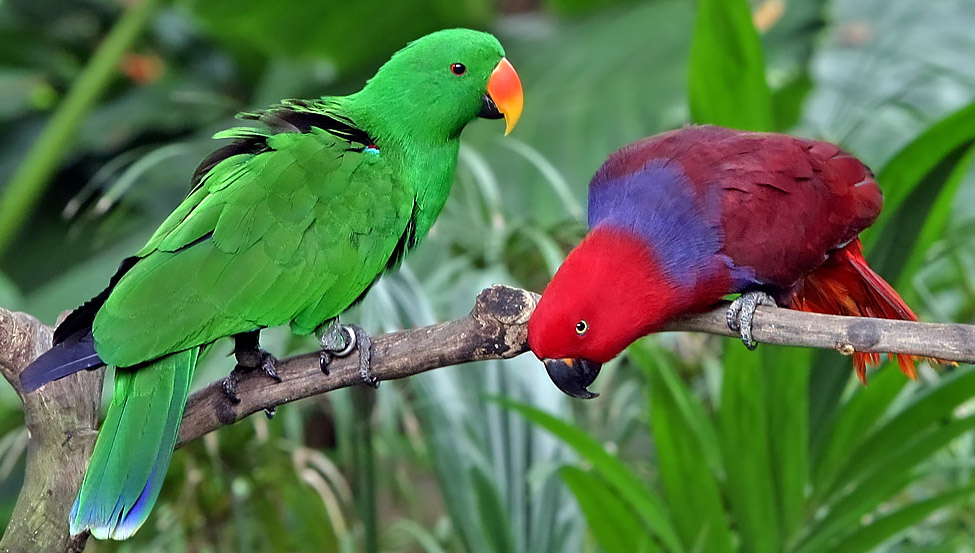
Loros eclectos (Eclectus roratus).

La familia se divide en cinco subfamilias:
- Subfamilia Platycercinae (pericos de cola ancha, pericos terrestres y afines)
  - Tribu Pezoporini
    - Género Neopsephotus
    - Género Neophema
    - Género Pezoporus

  - Tribu Platycercini
    - Género Prosopeia
    - Género Eunymphicus
    - Género Cyanoramphus
    - Género Platycercus
    - Género Barnardius
    - Género Purpureicephalus
    - Género Lathamus
    - Género Northiella
    - Género Psephotus
    - Género Psephotellus
- Subfamilia Psittacellinae (periquitos tigre)
  -     - Género Psittacella;
- Subfamilia Loriinae (loris y afines)
  - Tribu Loriini
    - Género Chalcopsitta 
    - Género Eos
    - Género Pseudeos
    - Género Trichoglossus
    - Género Lorius
    - Género Phigys
    - Género Vini
    - Género Glossopsitta
    - Género Charmosyna
    - Género Oreopsittacus
    - Género Neopsittacus
    - Género Psitteuteles
    - Género Parvipsitta

  - Tribu Melopsittacini
    - Género Melopsittacus

  - Tribu Cyclopsittini
    - Género Cyclopsitta
    - Género Psittaculirostris
- Subfamilia Agapornithinae (inseparables, lorículos y lorito guayabero)
  -     - Género Agapornis
    - Género Loriculus
    - Género Bolbopsittacus
- Subfamilia Psittaculinae (cotorras asiáticas y afines)
  - Tribu Polytelini
    - Género Alisterus
    - Género Aprosmictus
    - Género Polytelis

  - Tribu Psittaculini
    - Género Psittinus
    - Género Geoffroyus
    - Género Prioniturus
    - Género Tanygnathus
    - Género Eclectus
    - Género Psittacula

  - Tribu Micropsittini
    - Género Micropsitta